# Bleu de Langeac
Le bleu de Langeac est un fromage français au lait de vache fabriqué en Auvergne.

## Présentation
Ce fromage à pâte persillée est connu sous le nom simple de « fromage de la région ». Il possède une croûte entièrement sèche et dégage un parfum subtil. Sa pâte solide offre une saveur marquée de moisissure. Il est à la fois salé et robuste, étant élaboré à partir de lait riche.

## Méthode d'obtention
La méthode d'obtention de ce bleu est libre et non formalisée. L'affinage dure 2 mois.

## Accompagnement
Il peut être dégusté en l'accompagnant de blanc de volaille ou en l'étalant sur du pain de campagne, agrémenté d'un verre de vin jaune d'arbois.